# Guillaume Le Doyen

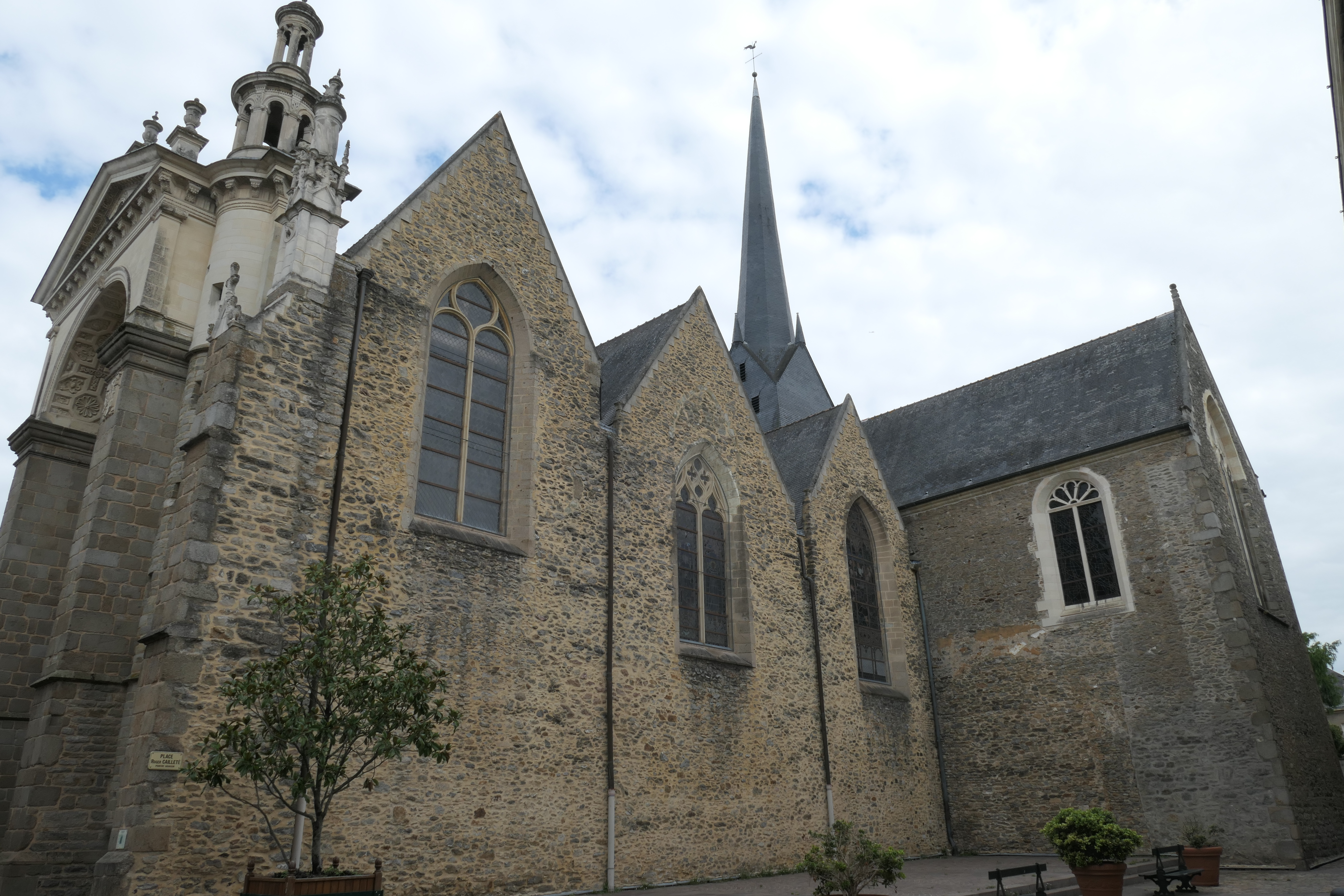
De bouw van de kerk Saint-Vénérand in Laval was onderwerp van zijn eerste kroniek

Guillaume Le Doyen (Laval (Mayenne), ca. 1460 - 1540) was een Franse kroniekschrijver.
Le Doyen werd geboren in de wijk faubourg du Pont de Mayenne, net buiten de stadspoorten van Laval. Hij was notaris en lid van de kerkfabriek van Saint-Vénérand. Hij schreef twee kronieken die vertellen over het dagelijkse leven in Laval en omstreken tussen 1480 en 1537.
De eerste kroniek is geschreven in proza en vertelt over de stichting van de kerk Saint-Vénérand, van het uitzoeken van een terrein in 1485 tot de inwijding van de kerk in 1522. De tweede kroniek (Les Annales) is in versvorm. Le Doyen begon aan deze kroniek na 1522 maar werkte ongetwijfeld op basis van eerder verzamelde notities. Deze kroniek vertelt over de geschiedenis van Laval en haar ommeland van 1480 tot 1537. De kroniek behandelt uiteenlopende onderwerpen zoals het weer, de prijs van levensmiddelen, ziekten en hongersnood, maar ook heuglijke gebeurtenissen zoals de intrede van prinses Charlotte van Aragon-Napels als nieuwe gravin van Laval in 1501. De twee kronieken zijn door hun volledigheid een belangrijk instrument voor historisch onderzoek.